# Alfred Strom
Alfred Strom (Sydney, 9 de juliol de 1916 - Bruges, 18 de març de 1973) va ser un ciclista australià, que fou professional entre 1940 i 1957. Es va especialitzar en la pista i va guanyar nou curses de sis dies, de curses 49 disputades, la majoria amb el seu compatriota Reginald Arnold.

## Palmarès
- 1949
  - 1r als Sis dies de Nova York (amb Reginald Arnold)
- 1950
  - 1r als Sis dies de Berlín 1 (amb Reginald Arnold)
  - 1r als Sis dies de Berlín 2 (amb Reginald Arnold)
- 1951
  - 1r als Sis dies d'Anvers (amb Reginald Arnold)
- 1952
  - 1r als Sis dies d'Anvers (amb Reginald Arnold)
  - 1r als Sis dies de Londres (amb Reginald Arnold)
  - 1r als Sis dies de Múnic (amb Ludwig Hörmann)
- 1954
  - 1r als Sis dies d'Aarhus (amb Sydney Patterson)
- 1957
  - 1r als Sis dies de Louisville (amb John Tressider)